# Ömer Lütfi Akad
Pour les articles homonymes, voir Lutfi.
Ömer Lütfi Akad (né le 2 septembre 1916 à Constantinople (Empire ottoman) et mort le 19 novembre 2011) est un réalisateur et scénariste turc.

## Filmographie

### Comme réalisateur

#### Cinéma
- 1949 : Vurun kahpeye
- 1950 : Lüküs hayat
- 1952 : Tahir ile Zühre
- 1952 : Arzu ile Kamber
- 1952 : Ingiliz Kemal Lawrens'e karsi
- 1952 : Kanun namina
- 1953 : Öldüren sehir
- 1953 : Katil
- 1953 : Çalsin sazlar, oynasin kizlar
- 1953 : Alti olu var/Ipsala cinayeti
- 1954 : Vahsi bir kiz sevdim
- 1954 : Bulgar Sadik/Kacin Turkler geliyor
- 1955 : Meçhul kadin
- 1955 : Kardes kursunu
- 1955 : Görünmeyen adam Istanbul'da
- 1955 : Beyaz mendil
- 1956 : Kalbimin sarkisi
- 1957 : Kara talih
- 1957 : Ak altin
- 1958 : Meyhanecinin kizi
- 1959 : Zümrüt
- 1959 : Yalnizlar rihtimi
- 1959 : Ana kucagi
- 1960 : Yangin var
- 1960 : Disi kurt
- 1960 : Cilali Ibo'nun çilesi
- 1961 : Sessiz harp
- 1962 : Üç tekerlekli bisiklet
- 1966 : Sirat köprüsü
- 1966 : La Loi de la frontière (Hudutlarin kanunu)
- 1967 : Kurbanlik katil
- 1967 : Kizilirmak-Karakoyun
- 1967 : Ana
- 1968 : Vesikalı Yarim
- 1968 : Kader böyle istedi
- 1969 : Seninle olmek istiyorum
- 1971 : Vahsi cicek
- 1971 : Rüya gibi
- 1971 : Mahsere kadar
- 1971 : Bir teselli ver
- 1971 : Anneler ve kizlari
- 1972 : Yarali kurt
- 1972 : Irmak
- 1972 : Gokce cicek
- 1973 : Gelin
- 1973 : Dugun
- 1974 : Esir hayat
- 1974 : Diyet

#### Télévision
- 1975 : Topuz
- 1975 : Pembe incili kaftan
- 1975 : Ferman
- 1975 : Diyet
- 1979 : Kuma
- 1979 : Isi
- 1979 : Emekli baskan
- 1979 : Çekiç ve titresim

### Comme scénariste
- 1949 : Vurun kahpeye
- 1950 : Lüküs hayat
- 1952 : Tahir ile Zühre
- 1952 : Arzu ile Kamber
- 1952 : Kanun namina
- 1953 : Katil
- 1953 : Alti olu var/Ipsala cinayeti
- 1955 : Görünmeyen adam Istanbul'da
- 1955 : Beyaz mendil
- 1957 : Kara talih
- 1957 : Ak altin
- 1958 : Meyhanecinin kizi
- 1959 : Yalnizlar rihtimi
- 1960 : Yangin var
- 1960 : Cilali Ibo'nun çilesi
- 1961 : Avare Mustafa
- 1963 : Bire on vardi
- 1966 : Yigit yarali olur
- 1966 : Sirat köprüsü
- 1966 : La Loi de la frontière (Hudutlarin kanunu)
- 1966 : Hizir Efe
- 1967 : Kurbanlik katil
- 1967 : Kizilirmak-Karakoyun
- 1967 : Ana
- 1968 : Kader böyle istedi
- 1971 : Bir teselli ver
- 1971 : Anneler ve kizlari
- 1972 : Irmak
- 1972 : Gokce cicek
- 1973 : Gelin
- 1973 : Dugun
- 1974 : Esir hayat

#### Télévision
- 1975 : Topuz
- 1975 : Pembe incili kaftan
- 1975 : Ferman
- 1975 : Diyet
- 1979 : Isi
- 1979 : Emekli baskan